# Nototriche pulvinata
Nototriche pulvinata är en malvaväxtart som beskrevs av Arthur William Hill. Nototriche pulvinata ingår i släktet Nototriche och familjen malvaväxter. Inga underarter finns listade i Catalogue of Life.